# ポダンギス・ダクティロケラス

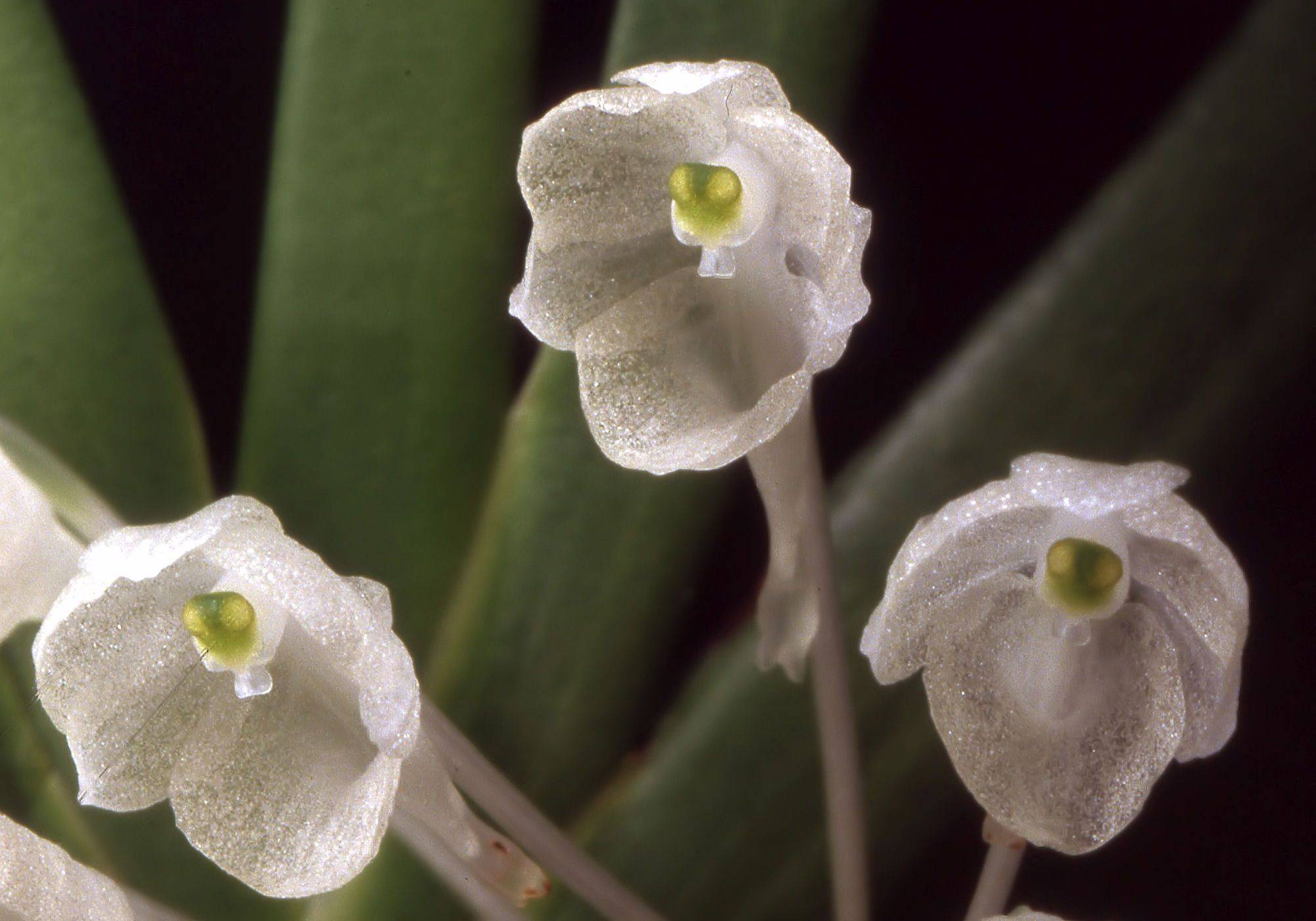
花

ポダンギス・ダクティロセロス（Podangis dactyloceras (Rchb. f.) Schltr.） は、ラン科植物の1種。葉は左右から扁平な単面葉で、花は距が長くて丸っこい。本種のみでポダンギス属をなす。

## 特徴
茎の先端が伸び続ける単茎性のランであり、茎は短く詰まる。葉は左右から扁平で細長くて先が尖り、長さ4-8cm、鎌形で4-10枚を扇状に広げる。葉の基部には短い葉鞘がある。
花期は春から夏。花茎は長さ5cm前後と葉より短く、その先端に10個前後の花を密につける。花茎は1つの茎から1-3本生じる。花は白の半透明で、半ばまで開いて内側の葯帽の緑が透けて見える。萼片、側花弁は短く、いずれも長楕円形で花弁の方が幅が狭い。唇弁は丸く、下部は管状で長い距に続く。距は先端が丸く膨らんで2個の突起があるという変わった特徴を持つ。花粉塊は2個が別の枝に着く。
属の学名の由来はギリシア語のpodos（足）と angos（管）に由来し、距の形が足を思わせることによるとされる。

## 分布
西アフリカ及びタンガニカ、ウガンダ、アンゴラで、熱帯雨林に生育する。

## 分類
ポダンギス属は本種のみの単形属であり、アングレカム属に近縁なもので、 Bolusiella 、Diaphanthe に類似したものである。距の特徴などから別属となっている。

## 利用
園芸用に栽培され、洋ランの一つとして扱われる。ただし、一般に普及はしていない。